# Studienkolleg
Le Studienkolleg est un établissement d'enseignement public en Allemagne, en Autriche et en Suisse destiné aux étudiants dont le diplôme de fin d'études secondaires n'est pas reconnu comme équivalent à l'Abitur (baccalauréat allemand), et qui ne peuvent donc pas entrer à l'université.
Les Studienkollegs dispensent des cours de préparation ou de première année d'études universitaires.

## Formation
L'allemand est l'unique langue d'enseignement. Les étudiants sont spécialisés dans un domaine. 
Habituellement, on trouve :
- G-Kurs pour les sciences humaines ;
- W-Kurs pour les sciences sociales (y compris l'économie et le droit) ;
- M-Kurs pour les cours de médecine (médecine, biologie, médecine dentaire,  pharmacie et études vétérinaires) ;
- T-Kurs pour les études techniques (ingénierie, mathématiques, physique, chimie) ;
- S-Kurs pour la philologie.

## Frais
Les leçons et les examens des Studienkollegs sont actuellement gratuits (sauf à Dresde et à Glauchau), mais les étudiants inscrits doivent payer des frais semestriels (frais d'inscription, cotisation sociale, etc.). Ces coûts dépendent de chaque établissement et peuvent varier de 100 à 400 euros par semestre[Quand ?].
Le coût de la vie (logement, vêtements, nourriture, boisson etc.) s'élève à approximativement 700 euros par mois[Quand ?]. Les étudiants des Studienkollegs n'ont généralement pas de bourse.

## Diplôme et débouchés
Au terme de deux semestres d'études, les étudiants passent l'Abitur. Les examens doivent être passés dans différentes matières telles que les mathématiques, les sciences, l'économie et les langues. Dans le test de langue allemande, les élèves doivent atteindre le niveau C1 du Cadre européen commun de référence pour les langues. Après la sortie du Studienkolleg, les élèves peuvent demander à rejoindre l'université de leur choix.